# Mesophyllum ornatum
Mesophyllum ornatum (Foslie & M.A.Howe) Athanasiadis, 1999  é o nome botânico  de uma espécie de algas vermelhas  pluricelulares do gênero Mesophyllum, subfamília Melobesioideae.
- São algas marinhas encontradas nas Bahamas e na Colômbia.

## Sinonímia
- Mesophyllum mesomorphum var. ornatum (Foslie & Howe) M.J. Wynne
- Lithothamnion mesomorphum var. ornatum  Foslie & M.Howe, 1906